# Club Alpin Monégasque
Der Club Alpin Monégasque (CAM, deutsch Monegassischer Alpenverein) ist ein Alpiner Verein im Fürstentum Monaco.
Der Club Alpin Monégasque wurde 1911 im Fürstentum Monaco unter der Schirmherrschaft des Fürsten von Monaco Albert I. gegründet und arbeitet mit dem  französischen Alpenverein zusammen.

## Ehrenpräsidenten
|        | Amtszeit  | Präsident    |
| ------ | --------- | ------------ |
| S.A.R. | 1911–1922 | Albert I.    |
| S.A.R. | 1922–1949 | Louis II.    |
| S.A.R. | 1949–2005 | Rainier III. |
| S.A.R. | seit 2005 | Albert II.   |